# Libellula luctuosa
La libélula viuda (Libellula luctuosa) pertenece a la familia de las libélulas rayadoras (Libellulidae), es común en todo Norteamérica y ha extendido su rango hacia el norte en décadas recientes 1.

## Clasificación y descripción de la especie
Libellula es un género principalmente Holártico compuesto por 30 especies, 27 de las cuales se encuentran en el continente americano 2,3. Las libélulas de este grupo generalmente son los individuos dominantes en charcas, estanques y lagos 2. Libellula está muy cercanamente emparentado a los géneros Ladona y Plathemis 3. Las especies de este género usualmente presentan coloraciones brillantes y manchas conspicuas en las alas que ayudan a su identificación 2. Cara amarilla claro o café en machos inmaduros y hembas; el tórax es café con una línea amarilla medio dorsal que se extiende al tórax y continúa dorsolateralmente a ventrolateralmete en ambos lados del abdomen; el dorso del tórax y el abdomen se vuelven azul pruinoso en machos maduros 2.

## Distribución de la especie
Canadá (Nueva Escocia, Ontario, Quebec); México (Baja California, Chihuahua, Durango, Sonora); E.U.A. (Alabama, Arizona, Arkansas, California, Colorado, Connecticut, Delaware, Distrito de Columbia, Georgia, Illinois, Indiana, Iowa, Kansas, Kentucky, Luisiana, Maine, Maryland, Massachusetts, Míchigan, Minnesota, Misisipi, Misuri, Montana, Nebraska, Nuevo Hampshire, Nueva Jersey, Nuevo México, Nueva York, Carolina del Norte, Dakota del Norte, Ohio, Oklahoma, Oregón, Pensilvania, Rhode Island, Carolina del Sur, Dakota del Sur, Tennessee, Texas, Vermont, Virginia, Washington, Virginia Occidental, Wisconsin) 1.

## Hábitat
Se encuentra en lagos, estanques y charcas, también en arroyos lentos de todos tipos con fondo lodoso y frecuentemente con vegetación. Puede habitar en sitios insolados y con cobertura vegetal. Es común en estanques artificiales 1.

## Estado de conservación
Se considera como especie de preocupación menor en la lista roja de la IUCN 1.